# César (film)
César è un film diretto da Marcel Pagnol e,  così è scritto nei titoli di testa del film, termina la Triologia marsigliese  iniziata con Marius nel 1929 e Fanny nel 1931.

## Trama
Il film inizia con César che esce di fretta dall’emporio velistico denominato  H.Panisse & fils pur tenendo un atteggiamento contegnoso e gentile verso le persone che incrocia. Si dirige affrettatamente, con una certa fatica percorrendo una strada in salita lungo il porto, verso la parrocchia alla ricerca del prete per dire che Panisse sta morendo disteso nel suo letto assistito dai suoi cari: la madre di Fanny Honorine e  suoi amici Felix, Albert, Innocent. Questa scena, così come l'altra che coinvolgeva César e il prete, è fitta di dialoghi specificatamente teatrali. Panisse è sereno mantiene una certa benevola ironia, tanto da stimolare un dialogo con i presenti e infatti Felix a volte lo interrompe intervenendo a sua volta. Una battuta di César alleggerisce l'atmosfera: «Insomma chi sta morendo lui o te»? Nella scena si inserisce il dottore che arricchisce i contenuti dei dialoghi e le gags. In cucina, dove si ritrovano i congiunti, entrano in scena due dei protagonisti, Fanny con il figlio Césariot. Il terzo è Marius, il padre di quest'ultimo, figlio assente e quasi cancellato di César. Césariot crede ancora che Panisse morente sia suo padre. Fanny rivelerà la paternità in Marius, allontanato dal paese da César, pur con molti conflitti interiori. César aveva pensato, trovando un certo accordo anche col figlio, che sposando Panisse, Fanny avesse potuto crescere Césariot secondo le regole condivise del posto senza essere isolata in quanto ragazza-madre. Tutti sono a conoscenza della realtà dei fatti, ma la realtà dei costumi viene prima. Marius, che ama Fanny riamato, comprende che il suo amore per il mare e l'avventura non può chiudersi ed è troppo tardi per costruire con Fanny e Césariot una famiglia. Marius si sposta a Tolone, dove apre una sua officina automobilistica. Césariot va a cercare Marius e lo trova. La prima volta come per controllare e conoscere il padre non rivelandogli di essere il figlio, La seconda l'incontro è vero e straordinario per entrambi. Attraverso dialoghi che coinvolgono tutti a vari livelli si arriva a un lieto fine che sostanzialmente salva tutta la storia, le persone e la stessa Marsiglia.

## Produzione
Pagnol con César firma direttamente la terza parte della Triologia marsigliese, i personaggi sono gli stessi tutti seguendo il linguaggio del teatro in scene che rimandano al palcoscenico. D'altra parte i film «sono ricavati da opere drammatiche di Pagnol, (...) furono un grande successo, diventando veri e propri classici del cinema francese, e dando origine a remake  persino a Hollywood». César è opera tradizionale e innovativa insieme considerato che il cinema francese è stato definito «Arte della conversazione. Per tradizione, se il cinema parla il cinema francese conversa».